# 蒙特羅斯 (阿肯色州)
蒙特羅斯（英語：Montrose）是一個位於美國阿肯色州阿什利縣的城市。根據2020年美國人口普查，該地人口為243人，而該地的面積約為0.98平方千米。

## 地理
蒙特羅斯的座標為33°17′55″N 91°29′50″W / 33.29861°N 91.49722°W，而該地的平均海拔高度為38米（即125英尺）。